# Sopaipleto
El sopaipleto o wamby es una preparación chilena que utiliza los ingredientes de un sándwich de completo sobre una sopaipilla.

## Origen
El sopaipleto tiene su antecedente directo en el Wamby (o wambi), una preparación originada en Talca el año 1991, que consiste en dos sopaipillas de unos 20 centímetros de diámetro, una sobre otra, a las que entre medio se le agregan todos los ingredientes de un completo: vienesa, tomate, palta y chucrut. La mayonesa y otras salsas se agregan por sobre toda la preparación.
Al ser originario de Talca, e imitando en cierta forma la preparación de los completos talquinos, en algunas ocasiones el tomate se agrega rayado o molido.
El sopaipleto propiamente tal se originó en Concepción, presuntamente, de un intento por imitar el wamby, el cual habría sido solicitado por un estudiante universitario talquino que se encontraba en dicha ciudad. Serían los mismos estudiantes quienes lo rebautizarían sopaipleto debido a sus ingredientes.

## Descripción

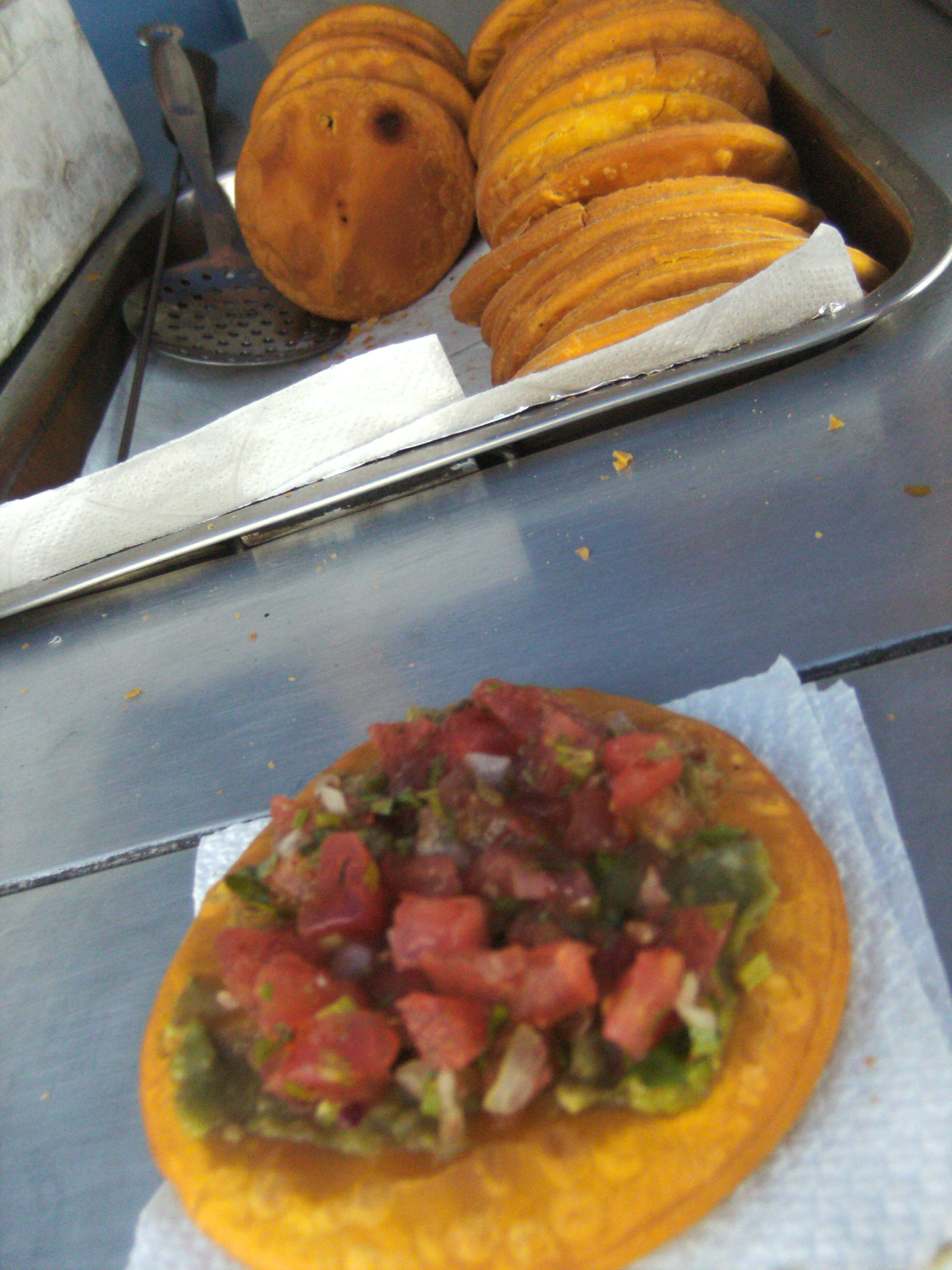
Los sopaipletos normalmente se venden en carros callejeros. En este caso, se utilizó pebre en su preparación.

Este plato se prepara una o dos sopaipillas de unos 15 centímetros de diámetro a la que se le agregan parte de los mismos ingredientes de los completos: tomate y palta. Ocasionalmente se le agregan los otros ingredientes como vienesa y las salsas típicas (ketchup, mostaza y mayonesa). Generalmente se comen con la mano en la calle o con cubiertos, dependiendo del tamaño del mismo.
Los sopaipletos hoy en día se vende en casi todas los carros callejeros que venden sopaipíllas o comidas rápidas, se ha masificado en todo el país, su popularidad ha aumentado debido a que es una comida al paso que junta dos de los tentempié más solicitados, debido a sus bajos precios son muy apetecidos en las clases sociales de menores ingresos. Tiene un alto contenido de calorías y es poco recomendable para personas con colesterol alto debido al aceite donde es frita la sopaipilla.
La sopaipilla, de unos quince centímetros de diámetro, que es la base de este bocadillo, se hace con harina sin polvos de hornear, manteca vegetal, zapallo, levadura, aceite y sal. Aunque la venta de esta masa frita en comercios ambulantes, hacen que la calidad de este bocadillo sea de difícil fiscalización.

## Ingredientes
- Sopaipilla (base)
- Salchicha vienesa
- Tomate
- Palta
- Mayonesa casera o industrial

## Agregados y salsas opcionales
- Chucrut
- Ketchup
- Mostaza
- Pebre
- Salsa de ají
- Salsa verde (cebolla con cilantro)